# Marek Prokop
Marek Prokop (ur. 25 lutego 1942 w Belgradzie, zm. 1 września 1987) – polski działacz samorządowy i partyjny, inżynier, w latach 1982–1983 prezydent Siemianowic Śląskich, w latach 1984–1986 I sekretarz tamtejszego Komitetu Miejskiego PZPR.

## Życiorys
Syn Jana i Olgi. Ukończył magisterskie studia inżynierskie. W 1965 wstąpił do Polskiej Zjednoczonej Partii Robotniczej, działał także w Towarzystwie Przyjaciół Siemianowic Śląskich. 4 lutego 1982 objął stanowisko prezydenta Siemianowic Śląskich, odszedł z niego w kolejnym roku. Należał do plenum i egzekutywy Komitetu Miejskiego PZPR w Siemianowicach Śląskich, zaś od lutego 1984 do grudnia 1986 zajmował stanowisko tamtejszego I sekretarza. W 1985 przebywał na sześciotygodniowym kursie partyjnym w Moskwie.
Pochowany na cmentarzu parafialnym w Siemianowicach Śląskich.